# Elezioni politiche suppletive in Francia del 1963
Le elezioni politiche suppletive francesi del 1963 sono le elezioni tenute in Francia nel corso del 1963 per eleggere deputati dell'assemblea nazionale dei collegi uninominali rimasti vacanti. 

## Risultati

### 1° collegio della Corsica
Le elezioni politiche suppletive nel 1° collegio della Corsica si sono tenute il 22 febbraio per eleggere un deputato per il seggio lasciato vacante da Antoine Sérafini (MRP), a seguito dell'annullamento delle elezioni dell'anno precedente da parte della Corte Costituzionale. Poiché nessun candidato ha ottenuto la maggioranza dei voti al primo turno, il 1º marzo è stato necessario procedere al ballottaggio. 
| Partito                            | Partito                            | Candidato                          | Primo turno 24 marzo 1961 | Primo turno 24 marzo 1961 | Ballottaggio 31 marzo 1961 | Ballottaggio 31 marzo 1961 |
| Partito                            | Partito                            | Candidato                          | Voti                      | %                         | Voti                       | %                          |
| ---------------------------------- | ---------------------------------- | ---------------------------------- | ------------------------- | ------------------------- | -------------------------- | -------------------------- |
|                                    | UNR                                | Antoine Sérafini                   | 14 667                    | 43,32                     | 19 659                     | 53,56                      |
|                                    | RRS                                | Jean-Baptiste Tomi                 | 3 671                     | 10,84                     | 17 047                     | 46,44                      |
|                                    | CR                                 | Pascal Arrighi                     | 7 405                     | 21,87                     |                            |                            |
|                                    | PCF                                | Noël Franghini                     | 5 218                     | 15,41                     |                            |                            |
|                                    | RRS                                | Félix Miniconi                     | 2 750                     | 8,12                      |                            |                            |
|                                    | DVG                                | Décius Bartoli                     | 148                       | 0,44                      |                            |                            |
|                                    |                                    |                                    |                           |                           |                            |                            |
| Iscritti                           | Iscritti                           | Iscritti                           | 58 530                    | 100,00                    | 58 537                     | 100,00                     |
| ↳ Votanti (% su iscritti)          | ↳ Votanti (% su iscritti)          | ↳ Votanti (% su iscritti)          | 37 629                    | 64,29                     | 37 039                     | 63,27                      |
| ↳ Voti validi (% su votanti)       | ↳ Voti validi (% su votanti)       | ↳ Voti validi (% su votanti)       | 33 859                    | 89,98                     | 36 706                     | 99,10                      |
| ↳ Schede non valide (% su votanti) | ↳ Schede non valide (% su votanti) | ↳ Schede non valide (% su votanti) | 3 770                     | 10,02                     | 333                        | 0,90                       |
| ↳ Astenuti (% su iscritti)         | ↳ Astenuti (% su iscritti)         | ↳ Astenuti (% su iscritti)         | 20 901                    | 35,71                     | 21 498                     | 36,73                      |
|                                    |                                    |                                    |                           |                           |                            |                            |
|                                    | Esito: collegio confermato a UNR   |                                    |                           |                           |                            |                            |

### 52° collegio della Senna
Le elezioni politiche suppletive nel 52° collegio della Senna si sono tenute il 5 maggio per eleggere un deputato per il seggio lasciato vacante da Marie-Claude Vaillant-Couturier (PCF), a seguito del l'annullamento delle elezioni dell'anno precedente da parte della Corte Costituzionale. Poiché Marie-Claude Vaillant-Couturier ha ottenuto la maggioranza dei voti al primo turno, non è stato necessario procedere al ballottaggio. 
| Partito                            | Partito                            | Candidato                          | Risultati 5 maggio 1963 | Risultati 5 maggio 1963 |
| Partito                            | Partito                            | Candidato                          | Voti                    | %                       |
| ---------------------------------- | ---------------------------------- | ---------------------------------- | ----------------------- | ----------------------- |
|                                    | PCF                                | Marie-Claude Vaillant-Couturier    | 26 719                  | 57,79                   |
|                                    | UNR                                | Jean Bouvet                        | 9 319                   | 20,16                   |
|                                    | SFIO                               | Antoine Lacroix                    | 8 526                   | 18,44                   |
|                                    | MRP                                | Jean Schneider                     | 1 080                   | 2,34                    |
|                                    | DIV                                | Paolo Griffin                      | 592                     | 1,28                    |
|                                    |                                    |                                    |                         |                         |
| Iscritti                           | Iscritti                           | Iscritti                           | 68 935                  | 100,00                  |
| ↳ Votanti (% su iscritti)          | ↳ Votanti (% su iscritti)          | ↳ Votanti (% su iscritti)          | 46 922                  | 68,07                   |
| ↳ Voti validi (% su votanti)       | ↳ Voti validi (% su votanti)       | ↳ Voti validi (% su votanti)       | 46 236                  | 98,54                   |
| ↳ Schede non valide (% su votanti) | ↳ Schede non valide (% su votanti) | ↳ Schede non valide (% su votanti) | 686                     | 1,46                    |
| ↳ Astenuti (% su iscritti)         | ↳ Astenuti (% su iscritti)         | ↳ Astenuti (% su iscritti)         | 22 013                  | 31,93                   |
|                                    |                                    |                                    |                         |                         |
|                                    | Esito: collegio confermato a PCF   |                                    |                         |                         |

### 1° collegio di La Réunion
Le elezioni politiche suppletive nel 1° collegio di La Réunion si sono tenute il 5 maggio per eleggere un deputato per il seggio lasciato vacante da Frédéric Champierre de Villeneuve (RMod), a seguito del l'annullamento delle elezioni dell'anno precedente da parte della Corte Costituzionale in seguito all'accertamento di brogli elettorali. Poiché Michel Debré ha ottenuto la maggioranza dei voti al primo turno, non è stato necessario procedere al ballottaggio. 
| Partito                            | Partito                             | Candidato                          | Risultati 5 maggio 1963 | Risultati 5 maggio 1963 |
| Partito                            | Partito                             | Candidato                          | Voti                    | %                       |
| ---------------------------------- | ----------------------------------- | ---------------------------------- | ----------------------- | ----------------------- |
|                                    | UNR                                 | Michel Debré                       | 30 908                  | 80,76                   |
|                                    | PCF                                 | Paul Vergès                        | 7 365                   | 19,24                   |
|                                    |                                     |                                    |                         |                         |
| Iscritti                           | Iscritti                            | Iscritti                           | 55 170                  | 100,00                  |
| ↳ Votanti (% su iscritti)          | ↳ Votanti (% su iscritti)           | ↳ Votanti (% su iscritti)          | 48 811                  | 88,47                   |
| ↳ Voti validi (% su votanti)       | ↳ Voti validi (% su votanti)        | ↳ Voti validi (% su votanti)       | 38 273                  | 78,41                   |
| ↳ Schede non valide (% su votanti) | ↳ Schede non valide (% su votanti)  | ↳ Schede non valide (% su votanti) | 10 538                  | 21,59                   |
| ↳ Astenuti (% su iscritti)         | ↳ Astenuti (% su iscritti)          | ↳ Astenuti (% su iscritti)         | 6 359                   | 11,53                   |
|                                    |                                     |                                    |                         |                         |
|                                    | Esito: collegio passa da RMod a UNR |                                    |                         |                         |

### 2° collegio di La Réunion
Le elezioni politiche suppletive nel 2° collegio di La Réunion si sono tenute il 5 maggio per eleggere un deputato per il seggio lasciato vacante da Marcel Vauthier (RMod), a seguito del l'annullamento delle elezioni dell'anno precedente da parte della Corte Costituzionale in seguito all'accertamento di brogli elettorali. Poiché Marcel Vauthier ha ottenuto la maggioranza dei voti al primo turno, non è stato necessario procedere al ballottaggio. 
| Partito                            | Partito                            | Candidato                          | Risultati 5 maggio 1963 | Risultati 5 maggio 1963 |
| Partito                            | Partito                            | Candidato                          | Voti                    | %                       |
| ---------------------------------- | ---------------------------------- | ---------------------------------- | ----------------------- | ----------------------- |
|                                    | SE                                 | Marcel Vauthier                    | 19 519                  | 60,13                   |
|                                    | PCF                                | Bruny Payet                        | 7 936                   | 24,45                   |
|                                    | DIV                                | Paul Bénard                        | 5 008                   | 15,43                   |
|                                    |                                    |                                    |                         |                         |
| Iscritti                           | Iscritti                           | Iscritti                           | 53 873                  | 100,00                  |
| ↳ Votanti (% su iscritti)          | ↳ Votanti (% su iscritti)          | ↳ Votanti (% su iscritti)          | 32 902                  | 61,07                   |
| ↳ Voti validi (% su votanti)       | ↳ Voti validi (% su votanti)       | ↳ Voti validi (% su votanti)       | 32 463                  | 98,67                   |
| ↳ Schede non valide (% su votanti) | ↳ Schede non valide (% su votanti) | ↳ Schede non valide (% su votanti) | 439                     | 1,33                    |
| ↳ Astenuti (% su iscritti)         | ↳ Astenuti (% su iscritti)         | ↳ Astenuti (% su iscritti)         | 20 971                  | 38,93                   |
|                                    |                                    |                                    |                         |                         |
|                                    | Esito: collegio passa da RMod a SE |                                    |                         |                         |

### 2° collegio di Gard
Le elezioni politiche suppletive nel 2° collegio di Gard si sono tenute il 5 maggio per eleggere un deputato per il seggio lasciato vacante da Jean Poudevigne (CNIP), a seguito dell'annullamento delle elezioni dell'anno precedente da parte della Corte Costituzionale. Poiché nessun candidato ha ottenuto la maggioranza dei voti al primo turno, il 12 maggio è stato necessario procedere al ballottaggio. 
| Partito                            | Partito                            | Candidato                          | Primo turno 5 maggio 1963 | Primo turno 5 maggio 1963 | Ballottaggio 12 maggio 1963 | Ballottaggio 12 maggio 1963 |
| Partito                            | Partito                            | Candidato                          | Voti                      | %                         | Voti                        | %                           |
| ---------------------------------- | ---------------------------------- | ---------------------------------- | ------------------------- | ------------------------- | --------------------------- | --------------------------- |
|                                    | SE                                 | Jean Poudevigne                    | 21 249                    | 39,06                     | 32 398                      | 56,43                       |
|                                    | PCF                                | Gilberte Roca                      | 19 741                    | 36,29                     | 25 012                      | 43,57                       |
|                                    | UNR                                | Pierre Boulot                      | 8 286                     | 15,23                     |                             |                             |
|                                    | SFIO                               | Jean Sagnes                        | 5 127                     | 9,42                      |                             |                             |
|                                    |                                    |                                    |                           |                           |                             |                             |
| Iscritti                           | Iscritti                           | Iscritti                           | 84 841                    | 100,00                    | 84 841                      | 100,00                      |
| ↳ Votanti (% su iscritti)          | ↳ Votanti (% su iscritti)          | ↳ Votanti (% su iscritti)          | 58 390                    | 68,82                     | 57 410                      | 67,67                       |
| ↳ Voti validi (% su votanti)       | ↳ Voti validi (% su votanti)       | ↳ Voti validi (% su votanti)       | 54 403                    | 93,17                     | 57 410                      | 100,00                      |
| ↳ Schede non valide (% su votanti) | ↳ Schede non valide (% su votanti) | ↳ Schede non valide (% su votanti) | 3 987                     | 6,83                      | 0                           | 0,00                        |
| ↳ Astenuti (% su iscritti)         | ↳ Astenuti (% su iscritti)         | ↳ Astenuti (% su iscritti)         | 26 451                    | 31,18                     | 27 431                      | 32,33                       |
|                                    |                                    |                                    |                           |                           |                             |                             |
|                                    | Esito: collegio passa da CNIP a SE |                                    |                           |                           |                             |                             |

### 3° collegio della Corsica
Le elezioni politiche suppletive nel 3° collegio della Corsica si sono tenute il 12 maggio per eleggere un deputato per il seggio lasciato vacante da Jean-Paul de Rocca Serra (DIV), a seguito del l'annullamento delle elezioni dell'anno precedente da parte della Corte Costituzionale. Poiché Jean-Paul de Rocca Serra ha ottenuto la maggioranza dei voti al primo turno, non è stato necessario procedere al ballottaggio. 
| Partito                            | Partito                            | Candidato                          | Risultati 12 maggio 1963 | Risultati 12 maggio 1963 |
| Partito                            | Partito                            | Candidato                          | Voti                     | %                        |
| ---------------------------------- | ---------------------------------- | ---------------------------------- | ------------------------ | ------------------------ |
|                                    | DVD                                | Jean-Paul de Rocca Serra           | 21 275                   | 53,66                    |
|                                    | RRS                                | Prosper Alfonsi                    | 11 315                   | 28,54                    |
|                                    | DVG                                | Antoine Pagni                      | 3 124                    | 7,88                     |
|                                    | PCF                                | Paul Bungelmi                      | 2 478                    | 6,25                     |
|                                    | DVD                                | Jean Mattei                        | 1 456                    | 3,67                     |
|                                    |                                    |                                    |                          |                          |
| Iscritti                           | Iscritti                           | Iscritti                           | 62 848                   | 100,00                   |
| ↳ Votanti (% su iscritti)          | ↳ Votanti (% su iscritti)          | ↳ Votanti (% su iscritti)          | 39 819                   | 63,36                    |
| ↳ Voti validi (% su votanti)       | ↳ Voti validi (% su votanti)       | ↳ Voti validi (% su votanti)       | 39 648                   | 99,57                    |
| ↳ Schede non valide (% su votanti) | ↳ Schede non valide (% su votanti) | ↳ Schede non valide (% su votanti) | 171                      | 0,43                     |
| ↳ Astenuti (% su iscritti)         | ↳ Astenuti (% su iscritti)         | ↳ Astenuti (% su iscritti)         | 23 029                   | 36,64                    |
|                                    |                                    |                                    |                          |                          |
|                                    | Esito: collegio passa da DIV a DVD |                                    |                          |                          |

### 4° collegio dell'Hérault
Le elezioni politiche suppletive nel 4° collegio dell'Hérault si sono tenute il 9 giugno per eleggere un deputato per il seggio lasciato vacante da Marcel Vauthier (UNR), a seguito del l'annullamento delle elezioni dell'anno precedente da parte della Corte Costituzionale in seguito alle accuse di abuso della propaganda elettorale verso Andrè Valabregue. Poiché Marcel Vauthier ha ottenuto la maggioranza dei voti al primo turno, non è stato necessario procedere al ballottaggio. 
| Partito                            | Partito                            | Candidato                          | Risultati 9 giugno 1963 | Risultati 9 giugno 1963 |
| Partito                            | Partito                            | Candidato                          | Voti                    | %                       |
| ---------------------------------- | ---------------------------------- | ---------------------------------- | ----------------------- | ----------------------- |
|                                    | PCF                                | Paul Balmigère                     | 23 000                  | 60,94                   |
|                                    | UNR                                | Andrè Valabregue                   | 14 743                  | 39,06                   |
|                                    |                                    |                                    |                         |                         |
| Iscritti                           | Iscritti                           | Iscritti                           | 62 879                  | 100,00                  |
| ↳ Votanti (% su iscritti)          | ↳ Votanti (% su iscritti)          | ↳ Votanti (% su iscritti)          | 39 426                  | 62,70                   |
| ↳ Voti validi (% su votanti)       | ↳ Voti validi (% su votanti)       | ↳ Voti validi (% su votanti)       | 37 743                  | 95,73                   |
| ↳ Schede non valide (% su votanti) | ↳ Schede non valide (% su votanti) | ↳ Schede non valide (% su votanti) | 1 683                   | 4,27                    |
| ↳ Astenuti (% su iscritti)         | ↳ Astenuti (% su iscritti)         | ↳ Astenuti (% su iscritti)         | 23 453                  | 37,30                   |
|                                    |                                    |                                    |                         |                         |
|                                    | Esito: collegio passa da UNR a PCF |                                    |                         |                         |

## Riepilogo
| Data 1º turno | Ballottaggio   | Circoscrizione | Collegio | Parlamentare uscente              | Partito | Parlamentare eletto             | Partito |
| ------------- | -------------- | -------------- | -------- | --------------------------------- | ------- | ------------------------------- | ------- |
| 24 marzo      | 31 marzo       | Corsica        | 1°       | Antoine Sérafini                  | UNR     | Antoine Sérafini                | UNR     |
| 5 maggio      | Non necessario | Senna          | 52°      | Marie-Claude Vaillant-Couturier   | PCF     | Marie-Claude Vaillant-Couturier | PCF     |
| 5 maggio      | Non necessario | La Réunion     | 1°       | Frédéric Champierre de Villeneuve | RMod    | Michel Debré                    | UNR     |
| 5 maggio      | Non necessario | La Réunion     | 2°       | Marcel Vauthier                   | RMod    | Marcel Vauthier                 | SE      |
| 5 maggio      | 12 maggio      | Gard           | 2°       | Jean Poudevigne                   | CNIP    | Jean Poudevigne                 | SE      |
| 12 maggio     | Non necessario | Corsica        | 3°       | Jean-Paul de Rocca Serra          | DIV     | Jean-Paul de Rocca Serra        | DVD     |
| 9 giugno      | Non necessario | Hérault        | 4°       | Andrè Valabregue                  | UNR     | Paul Balmigère                  | PCF     |